# Elecciones municipales de 2025 en el Gran Buenos Aires
Las elecciones municipales de 2025 en el Gran Buenos Aires surge de la sumatoria de los resultados de los 24 partidos bonaerenses que integran el Gran Buenos Aires. Se celebraran el 7 de septiembre y se renovaran la mitad de la composición de los concejos deliberantes y consejeros escolares.
Es la primera vez desde las elecciones provinciales de Buenos Aires de 2003 y la segunda vez desde la recuperación de la democracia en 1983, que las elecciones provinciales bonaerenses se llevarán a cabo en una fecha distinta a las elecciones nacionales.

## Contexto
El Gran Buenos Aires es una de las regiones donde más se presencia la división política, social y cultural que rige en Argentina desde hace décadas, la cual es denominada usualmente como «La grieta». Esta se caracteriza, esencialmente, por una polarización política intensa entre sectores que defienden visiones opuestas sobre el rol del Estado y la economía. Las elecciones en esta región no solo representan preferencias políticas, sino también identidades y valores profundamente arraigados, lo cual se traduce en una división sociocultural, y muchas veces económica, en la sociedad Argentina.
Si bien desde la vuelta de la democracia el Partido Justicialista mantuvo una hegemonía en los distritos que componen la región, casos como los partidos de La Matanza, Merlo, Berazategui y Ezeiza representan «bastiones» del peronismo debido a su gran concentración de votantes, y donde nunca han perdido una elección. En contraparte, distritos como San Isidro, Vicente López y, más recientemente, San Miguel, tienen la tendencia de optar por opciones electorales contrarias a las del Partido Justicialista, hasta el 2023 representada por Juntos por el Cambio sin embargo a excepción de Quilmes todos los municipios han registrado una caída de votos con respecto al 2019.

## Cronograma electoral
| Fechas                  | Suceso |
| ----------------------- | --- |
| 9 de julio de 2025      | Finalización del plazo para presentar alianzas electorales.                                                          |
| 19 de julio de 2025     | Finalización del plazo para la presentación de candidatos a diputados y senadores provinciales.                      |
| 8 de agosto de 2025     | Presentación de las boletas partidarias.                                                                             |
| 5 de septiembre de 2025 | Finalización del plazo de campaña electoral, emisión de propaganda y publicación de sondeos y encuestas electorales. |
| 7 de septiembre de 2025 | Realización de las elecciones provinciales.                                                                          |

## Renovación legislativa
En la provincia de Buenos Aires, la cantidad de concejales que tiene cada municipio se determina en función de la cantidad de habitantes de ese municipio. Esta norma se encuentra establecida en la «Ley Orgánica de las Municipalidades» (Ley N.º 6769), donde se establecen los parámetros para determinar el número de representantes en los Concejos Deliberantes.
Para obtener al menos una banca en el Concejo Deliberante, se necesita el 8,33 % de los votos.
| Municipio           | Concejales | Concejales | Consejeros | Consejeros |
| Municipio           | A renovar  | Total      | A renovar  | Total      |
| ------------------- | ---------- | ---------- | ---------- | ---------- |
| Almirante Brown     | 12         | 24         | 5          | 10         |
| Avellaneda          | 12         | 24         | 5          | 10         |
| Berazategui         | 12         | 24         | 4          | 8          |
| Esteban Echeverría  | 12         | 24         | 4          | 8          |
| Ezeiza              | 10         | 20         | 3          | 6          |
| Florencio Varela    | 12         | 24         | 5          | 10         |
| General San Martín  | 12         | 24         | 5          | 10         |
| Hurlingham          | 10         | 20         | 3          | 6          |
| Ituzaingó           | 10         | 20         | 3          | 6          |
| José C. Paz         | 12         | 24         | 3          | 6          |
| La Matanza          | 12         | 24         | 5          | 10         |
| Lanús               | 12         | 24         | 5          | 10         |
| Lomas de Zamora     | 12         | 24         | 5          | 10         |
| Malvinas Argentinas | 12         | 24         | 4          | 8          |
| Merlo               | 12         | 24         | 5          | 10         |
| Moreno              | 12         | 24         | 5          | 10         |
| Morón               | 12         | 24         | 5          | 10         |
| Quilmes             | 12         | 24         | 5          | 10         |
| San Fernando        | 10         | 20         | 3          | 6          |
| San Isidro          | 12         | 24         | 4          | 8          |
| San Miguel          | 12         | 24         | 4          | 8          |
| Tigre               | 12         | 24         | 5          | 10         |
| Tres de Febrero     | 12         | 24         | 4          | 8          |
| Vicente López       | 12         | 24         | 4          | 8          |
| Total               | 280        | 560        | 103        | 206        |

## Resultados

### Resultados por distrito
| Distrito            |                 |   |       |   |       |   |       |   | Otros | Otros | Blancos/Nulos | Blancos/Nulos | Participación | Participación |       |   |       |   |
| Distrito            | Votos           | % | Votos | % | Votos | % | Votos | % | Votos | %     | Blancos/Nulos | Blancos/Nulos | Participación | Participación | Votos | % | Votos | % |
| ------------------- | --------------- | - | ----- | - | ----- | - | ----- | - | ----- | ----- | ------------- | ------------- | ------------- | ------------- | ----- | - | ----- | - |
| Distrito            | Almirante Brown |   |       |   |       |   |       |   |       |       |               |               |               |               |       |   |       |   |
| Avellaneda          |                 |   |       |   |       |   |       |   |       |       |               |               |               |               |       |   |       |   |
| Berazategui         |                 |   |       |   |       |   |       |   |       |       |               |               |               |               |       |   |       |   |
| Esteban Echeverría  |                 |   |       |   |       |   |       |   |       |       |               |               |               |               |       |   |       |   |
| Ezeiza              |                 |   |       |   |       |   |       |   |       |       |               |               |               |               |       |   |       |   |
| Florencio Varela    |                 |   |       |   |       |   |       |   |       |       |               |               |               |               |       |   |       |   |
| General San Martín  |                 |   |       |   |       |   |       |   |       |       |               |               |               |               |       |   |       |   |
| Hurlingham          |                 |   |       |   |       |   |       |   |       |       |               |               |               |               |       |   |       |   |
| Ituzaingó           |                 |   |       |   |       |   |       |   |       |       |               |               |               |               |       |   |       |   |
| José C. Paz         |                 |   |       |   |       |   |       |   |       |       |               |               |               |               |       |   |       |   |
| La Matanza          |                 |   |       |   |       |   |       |   |       |       |               |               |               |               |       |   |       |   |
| Lanús               |                 |   |       |   |       |   |       |   |       |       |               |               |               |               |       |   |       |   |
| Lomas de Zamora     |                 |   |       |   |       |   |       |   |       |       |               |               |               |               |       |   |       |   |
| Malvinas Argentinas |                 |   |       |   |       |   |       |   |       |       |               |               |               |               |       |   |       |   |
| Merlo               |                 |   |       |   |       |   |       |   |       |       |               |               |               |               |       |   |       |   |
| Moreno              |                 |   |       |   |       |   |       |   |       |       |               |               |               |               |       |   |       |   |
| Morón               |                 |   |       |   |       |   |       |   |       |       |               |               |               |               |       |   |       |   |
| Quilmes             |                 |   |       |   |       |   |       |   |       |       |               |               |               |               |       |   |       |   |
| San Fernando        |                 |   |       |   |       |   |       |   |       |       |               |               |               |               |       |   |       |   |
| San Isidro          |                 |   |       |   |       |   |       |   |       |       |               |               |               |               |       |   |       |   |
| San Miguel          |                 |   |       |   |       |   |       |   |       |       |               |               |               |               |       |   |       |   |
| Tigre               |                 |   |       |   |       |   |       |   |       |       |               |               |               |               |       |   |       |   |
| Tres de Febrero     |                 |   |       |   |       |   |       |   |       |       |               |               |               |               |       |   |       |   |
| Vicente López       |                 |   |       |   |       |   |       |   |       |       |               |               |               |               |       |   |       |   |
| Total               |                 |   |       |   |       |   |       |   |       |       |               |               |               |               |       |   |       |   |

### Por zona

#### Norte
Integrado por: General San Martín, José C. Paz, Malvinas Argentinas, San Fernando, San Isidro, San Miguel, Tigre y Vicente López.
|  | 0,00 % |

|  | 0,00 % |

|  | 0,00 % |

|  | 0,00 % |

|  | 0,00 % |

|  | 0,00 % |

|  | 0,00 % |

|  | 0,00 % |

|  | 0,00 % |

|  | 0,00 % |

|  | 0,00 % |

|  | 0,00 % |

|  | 0,00 % |

|  | 0,00 % |

|  | 0,00 % |

|  | 0,00 % |

|  | 0,00 % |

|  | 0,00 % |

|  | 0,00 % |

|  | 0,00 % |

|  | 0,00 % |

|  | 0,00 % |

|  | 0,00 % |

|  | 100 % |

#### Oeste
Integrado por: Hurlingham, Ituzaingó, La Matanza, Merlo, Moreno, Morón y Tres de Febrero.
|  | 0,00 % |

|  | 0,00 % |

|  | 0,00 % |

|  | 0,00 % |

|  | 0,00 % |

|  | 0,00 % |

|  | 0,00 % |

|  | 0,00 % |

|  | 0,00 % |

|  | 0,00 % |

|  | 0,00 % |

|  | 0,00 % |

|  | 0,00 % |

|  | 0,00 % |

|  | 0,00 % |

|  | 0,00 % |

|  | 0,00 % |

|  | 0,00 % |

|  | 0,00 % |

|  | 0,00 % |

|  | 0,00 % |

|  | 0,00 % |

|  | 100 % |

#### Sur
Integrado por: Avellaneda, Almirante Brown, Berazategui, Esteban Echeverría, Ezeiza, Florencio Varela, Lanús, Lomas de Zamora y Quilmes. 
|  | 0,00 % |

|  | 0,00 % |

|  | 0,00 % |

|  | 0,00 % |

|  | 0,00 % |

|  | 0,00 % |

|  | 0,00 % |

|  | 0,00 % |

|  | 0,00 % |

|  | 0,00 % |

|  | 0,00 % |

|  | 0,00 % |

|  | 0,00 % |

|  | 0,00 % |

|  | 0,00 % |

|  | 0,00 % |

|  | 0,00 % |

|  | 0,00 % |

|  | 0,00 % |

|  | 0,00 % |

|  | 0,00 % |

|  | 100 % |